# Goniurosaurus luii
Goniurosaurus luii är en ödleart som beskrevs av  Grismer VIETS och BOYLE 1999. Goniurosaurus luii ingår i släktet Goniurosaurus och familjen geckoödlor. Inga underarter finns listade i Catalogue of Life.
Denna geckoödla förekommer i sydöstra Kina i provinserna Guangxi samt Hainan och kanske i norra Vietnam. Den lever i kulliga regioner vid 100 till 700 meter över havet. Arten vistas i karstlandskap som är täckta av skog. Den klättrar ofta på grottornas väggar. ödlan delar reviret med Goniurosaurus araneus.
Många exemplar fångas och säljs som terrariedjur. Beståndet påverkas även av landskapsförändringar. IUCN listar arten som sårbar (VU).